# Serafin Dobrzański
Serafin Dobrzański (ur. 5 grudnia 1860 w Jarosławiu,  zm. 28 listopada 1936  tamże) – legionista, kapitan piechoty Wojska Polskiego.

## Życiorys
Urodził się w rodzinie Grzegorza i Marii z Błahowiczów. W latach 1878–1886 służył jako podoficer zawodowy w cesarskiej i królewskiej armii, awansując w niej na sierżanta. W 1891 został urzędnikiem Rady Powiatowej na stanowisku drogomistrza powiatowego (okręg Pruchnik). Był członkiem Towarzystwa Rzemieślniczego „Gwiazda”, Towarzystwa Gimnastycznego „Sokół” i Towarzystwa Szkoły Ludowej.  W 1911 rozpoczął formowanie drużyn sokolich. Posiadając przeszkolenie wojskowe w armii austriackiej, został instruktorem plutonu. W 1914 przyjął komendę nad całą 140-osobową drużyną sokolą (w tym około 30 z Drużyn Bartoszowych). Mianowany przez dowództwo Legionu podporucznikiem, dowodził 13 kompanią IV batalionu (dowódca kpt. Bolesław Roja) 2 Pułku Piechoty (dowódca płk Zygmunt Zieliński) w bitwach w okolicy Stanisławowa. 28 października tegoż roku pod Bohorodczanami dostał się do niewoli rosyjskiej. W niewoli przebywał do 1917, po czym powrócił do Jarosławia.
W 1918 objął komendę nad Strażą Obywatelską. W stopniu kapitana przeszedł w stan spoczynku. Trzykrotnie odznaczany Krzyżem Walecznych, w uznaniu poniesionych zasług został mianowany Kawalerem Krzyża Niepodległości. Od Towarzystwa Gimnastycznego „Sokół” otrzymał tytuł członka honorowego. Związek Byłych Ochotników Armii Polskiej mianował go członkiem honorowym, a Związek Legionistów Polskich powierzył mu stanowisko prezesa. Radny rady powiatu w latach 1918–1920, 1924–1927 i 1932–1936.
Serafin Dobrzański był żonaty z Różą (1901–1931).

## Literatura
- Andrzej Wondaś Serafin Dobrzański  Gazeta Jarosławska 1936.
- August Szczurowski Skorowidz powiatu jarosławskiego na rok 1902, Przemyśl 1902.
- Pamięci bohaterów Express Jarosławski 1937.